# 貢多林的陷落
《貢多林的陷落》（英語：The Fall of Gondolin）是英國作家J·R·R·托爾金撰寫的一個故事，收錄於《中土世界的歷史》的《失落的傳說之書》之中。托爾金曾形容這是「中土大陸第一個真實故事」。該故事的獨立書本將於2018年8月30日出版。

## 故事

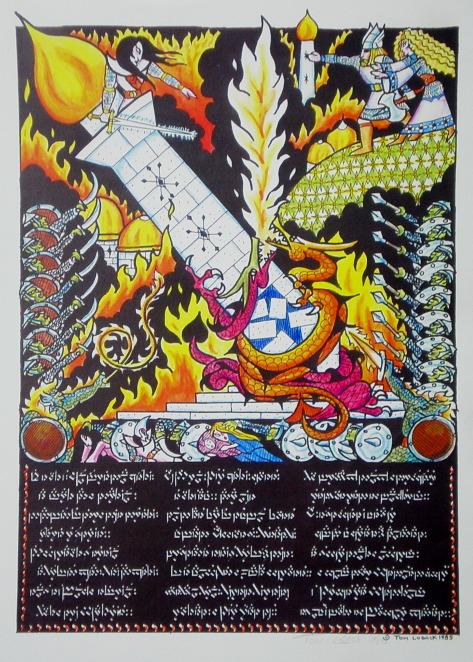
貢多林內的特剛之塔倒塌。（TTThom的插畫）

《貢多林的陷落》故事以人類圖爾為主角，並聚焦在第一紀元的精靈城市貢多林被黑暗力量毀滅的經過。
眾水主宰烏歐牟於圖爾面前現身，吩咐他前去尋找隱藏的精靈王國貢多林。於是圖爾便與另一名精靈沃朗威踏上了前往貢多林的旅程，由於烏歐牟賦予了他們力量，使其能夠成功找到貢多林。兩人受到貢多林之王特剛的歡迎，在那裡定居下來。圖爾更和特剛之女伊綴爾·凱勒布琳朵成婚，這是繼貝倫與露西安之後人類與精靈的第二次結合，他們育有一子埃蘭迪爾。然而特剛的姪子梅格林卻非常忌妒圖爾。
一次，梅格林遭到魔苟斯手下的半獸人俘虜，被帶至安格班，他向魔苟斯全盤托出了貢多林的確切地理位置，隨即便被魔苟斯送回貢多林。
七年後，在夏至的大型聚會時，魔苟斯派出了由大量炎魔、座狼、半獸人和惡龍組成的大軍，向貢多林發動突襲。貢多林的居民奮力抵抗，葛羅芬戴爾和艾克希里昂各自與一個炎魔同歸於盡，特剛隨著高塔倒塌而死亡。圖爾殺了叛徒梅格林後，招集貢多林殘存的百姓逃出敵人的掌控，他們隨後在西瑞安河口定居。

## 創作
據學者科林·杜瑞茲、托爾金傳記作家約翰·加斯等專家指出，J·R·R·托爾金在從1916年的索姆河戰役上歸來後，於醫院休養的期間就已開始撰寫《貢多林的陷落》的故事。
在《貢多林的陷落》的早期版本之中，就已經有後來《魔戒》與《哈比人》中大家所熟知的生物，如半獸人、惡龍、炎魔、高等精靈:96。此外，精靈葛羅芬戴爾與炎魔戰鬥的情節容易令人聯想到《魔戒現身》中甘道夫在摩瑞亞礦坑大戰炎魔的著名場景。
在1977年出版的《精靈寶鑽》中就包含了《貢多林的陷落》故事的梗概，在1980年的《未完成的故事》中也有收錄該故事的部分，而在《失落的傳說之書》中所收錄的該故事則較為完整:96。

## 2018年版
《貢多林的陷落》書本於2018年8月30日出版，由時年93歲的克里斯托弗·托爾金整理父親的手稿而成書，知名托爾金藝術家艾倫·李繪製書中的插圖。由於克里斯托弗·托爾金此前曾說過2017年出版的《貝倫與露西安》將會是中土大陸系列的最後一本書籍，所以不少托爾金學者對於《貢多林的陷落》的出版備感訝異。在該書的序言中，克里斯托弗·托爾金表示：「读者可以通过本书收录的各版文稿中分支众多的复杂叙述，了解中土大陸是如何步向第一纪元终结的」。
2020年，簡體中文版由世紀文景在中國大陸出版。